# Landgrafostwo Hesji
Landgrafostwo Hesji (niem. Landgrafschaft Hessen, pot. Hesja) – było państwem wchodzącym w skład Świętego Cesarstwa Rzymskiego, istniejącym w latach 1264–1567. Po 1567 roku uległa trwałemu podziałowi.

## Historia
Do połowy XIII wieku terytorium Hesji było częścią Turyngii. Jako samodzielne państwo powstała w roku 1264 po wojnie o sukcesję w Turyngii, a jej pierwszym władcą (landgrafem) został młodszy syn księcia Brabancji Henryka II, Henryk I Dziecię. Początkowo władzę w jego imieniu jako regentka sprawowała matka Zofia z Turyngii, która swymi wcześniejszymi wieloletnimi staraniami doprowadziła do powstania Hesji.
Do największego znaczenia doszła Hesja za panowania jej ostatniego władcy Filipa I, który przyjął religię protestancką w 1524 roku, a następnie podjął kroki do utworzenia sojuszu obronnego grupującego państwa protestanckie.

### Podział Hesji
Wraz ze śmiercią Filipa I w roku 1567 Hesja podzielona została między jego czterech synów z pierwszego małżeństwa. W miejsce jednego powstały cztery nowe państwa:
- Hesja-Kassel
- Hesja-Darmstadt
- Hesja-Rheinfels
- Hesja-Marburg